# 프랜시스 베이컨
제1대 세인트앨번 자작 프랜시스 베이컨(Francis Bacon, 1st Viscount St. Alban, 1561년 1월 22일 ~ 1626년 4월 9일)은 잉글랜드의 철학자이자 정치인이다. 제임스 1세 시기 잉글랜드의 법무장관과 대법관을 역임하였다. 당시 대법관은 총리를 겸하였다. 근대적 경험론의 시조로 평가되는 베이컨은 자연철학을 연구하고 과학적 방법의 발전을 주도하였고 그의 저작은 훗날 과학혁명의 바탕이 되었다. 데카르트와 함께 근대 철학의 개척자로 평가받는다. '아는 것이 힘이다'(scientia est potentia)라는 말로 잘 알려져 있다.
베이컨은 귀납적 추론을 통해 자연의 본성을 밝힐 수 있다는 경험주의를 주장하였다. 그는 자연철학자들은 스스로의 선입견을 배제하기 위해 면밀하게 계획된 회의론적 방법을 사용할 때에만 올바른 결론에 도달할 수 있다고 보았다.. 그는 아리스토텔레스의 방법론인 《오르가논》을 비판하며 경험론을 제창한 《노붐 오르가눔》(라틴어: Novum Organum)에서 베이컨 방법론을 구체적으로 제시하였지만 큰 영향력을 발휘하지는 못하였다. 베이컨의 경험주의 방법론은 회의주의의 한 갈래인 불가지론을 반박하기 위해 고안되었으며 베이컨의 회의론적 방법이란 무엇인 진리인지 알 수 없는 상태에서 관찰과 실험을 거듭하여 규명된 진리로 나아가는 방법을 제시한 것이었다. 이를 위해 그는 고대로부터 이어진 사변적 회의주의 논쟁에서 한 발 비켜서 실질적 관찰이라는 새로운 개념을 제안하였다. 철학이 여전히 신학의 지배아래 있던 근세 시기에 살았던 베이컨에게 자연철학이란 자연의 본성을 밝혀 신의 영광을 밝히는 방법이었다.
베이컨은 도서관을 후원하였고 책을 역사, 시, 철학의 세 분류로 구분하는 분류법을 제안하고 이 대분류에 맞추어 다양한 소분류를 둘 수 있다고 하였다. 독서에 대해 베이컨은 "어떤 책은 맛을 보고, 어떤 것은 삼키며, 어떤 것은 씹고 소화시켜야 하는 것"이란 말을 남겼다. 베이컨의 명성은 후대에 더 커져 19세기 셰익스피어 저자 논쟁으로 셰익스피어를 실존 인물이 아닌 가공의 여러 작가들의 필명으로 보는 견해가 대두되었을 때 베이컨 역시 몇몇 희곡의 원작자로 거론되기도 하였다.
베이컨은 케임브리지 대학교 트리니티 칼리지에서 중세의 커리큘럼에 따라 라틴어로 진행되는 엄격한 교육을 받고 법률가로 경력을 쌓았다. 1597년 엘리자베스 1세의 법률 고문으로서 왕실 고문이 되었으며 엘리자베스 1세의 뒤를 이은 제임스 1세가 1603년 즉위 한 뒤 기사 작위를 받았고 1618년 베룰럼 남작이 되었다. 이 작위로 베이컨은 베룰럼 경이라는 별칭이 알려지게 되었다. 1621년 세인트올번스 자작이 되었다.
1621년 의회와의 갈등 끝에 뇌물 혐의로 탄핵되었다. 의회는 베이컨에게 사권박탈법을 적용해 모든 작위를 몰수하였는데 이는 이후 왕실의 측근을 공격하는 의회의 주요 수단이 되었다. 이듬해 특별 사면을 받은 베이컨은 공직에서 물러나 과학 실험등을 하며 보냈고 1626년 폐렴에 걸려 65세의 나이로 사망하여 하트퍼드셔주 세인트알반스의 세인트 마이클 교회에 묻혔다.

## 생애

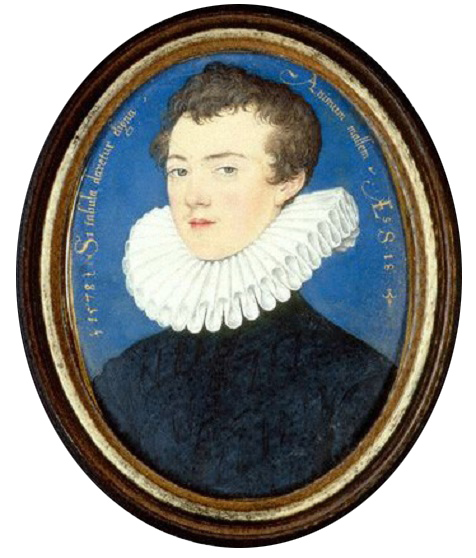
국립 초상화 미술관에 있는 청년 시절 프랜시스 베이컨의 초상.

### 학업과 초기 경력
1561년 1월 런던 스트랜드 근처 요크 하우스에서 태어났다. 아버지는 국새상서를 역임한 아버지 니콜라스 베이컨이고 어머니는 인문학자 앤서니 쿡의 딸이었던 어머니 앤 쿡 베이컨이다. 니콜라스 베이컨에게는 이미 전처인 제인 퍼넬리 사이에 자녀들이 있었고 사별 후 앤 쿡과 재혼하였다. 프랜시스 베이컨은 어린 시절 병약하여 따로 학교를 다니지 않고 가정교육을 받았다. 그의 건강은 평생 좋지 않았다고 한다. 베이컨을 가르친 존 월솔은 당시 청교도의 영향이 강했던 옥스퍼드 대학을 수료한 인물이었다. 1573년 4월 5일 12세의 나이로 케임브리지 대학교 트리니티 칼리지에 입학하였다. 베이컨은 형 앤서니와 함께 존 휘트기프트의 보호 아래 3년 동안 케임브리지에 머물렀는데, 휘트기프트는 훗날 캔터베리 대주교가 되었다. 당시 케임브리지 트리니티 칼리지는 라틴어만을 사용하는 엄격한 중세적 교육과정을 운영하고 있었다. 엘리자베스 1세가 케임브리지에서 처음으로 베이컨을 보고 "국새상서의 자제"로 그를 호칭하였다.
베이컨은 아리스토텔레스를 존경하였지만 당시의 아리스토텔레스주의는 사변적 논쟁에 치우쳐 있다고 생각하였다. 인물과 사상에 대한 괴리때문에 베이컨은 내적 갈등을 겪었다.
1576년 6월 27일 형 앤서니와 함께 그레이 법조원에 등록하여 법조인 경력을 시작하였다. 잉글랜드는 법정변호사가 되려면 먼저 네 곳의 법조원 가운데 한 곳에 등록하여 견습과정을 거쳐야 한다. 몇 달 후 앤서니가 집으로 귀가하여 학업을 이어가는 사이 프란시스 베이컨은 당시 파리 주재 잉글랜드 대사였던 아미어스 폴렛을 따라 해외 여행을 하였다. 앙리 3세 치하의 프랑스 모습은 베이컨에게 여러 모로 깊은 인상을 남겼다. 베이컨은 3년 동안 블루아, 푸아티에, 투르 등의 프랑스 도시들과 이탈리아와 스페인을 방문하였다. 이 여행 중에 푸아티에 대학교에서 수학하였다는 가설이 있지만 어디에도 그와 관련된 기록은 없다. 그는 여행 중에 일상적인 외교 업무를 수행하면서 언어, 행정, 민법 등의 학문을 계속 익혔다. 본국으로도 서신을 보냈는데 수신인은 "첩보국장" 프랜시스 월싱험, 외당숙이자 재무관인 윌리엄 세실, 레스터 백작 로버트 두들리, 그리고 여왕인 엘리자베스 1세 등이었다.
1579년 2월 아버지가 갑작스레 사망하여 귀국하였다. 유산 상속이 제대로 준비되지 않은 상태였기 때문에 남겨진 유산의 5분의 1만을 수령할 수 있었고 베이컨은 빚을 지게 되었다. 그 해 베이컨은 그레이 법조원에 기숙하며 어머니가 소유한 롬퍼드 인근의 마르크스 장원의 임대료를 보조받아 연간 46 파운드를 받았다.

### 의회 경력

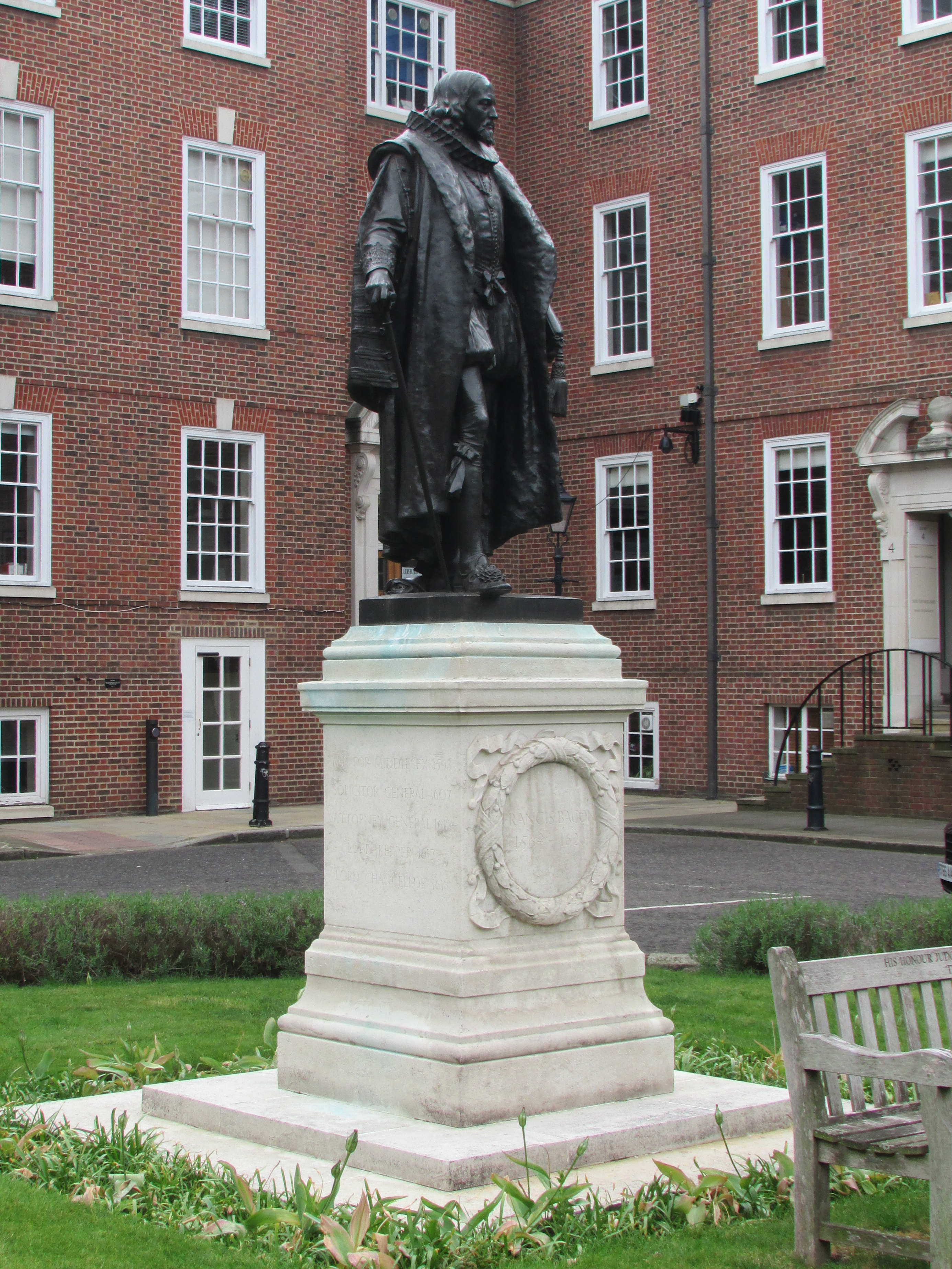
런던 사우스스퀘어 그레이 법조원의 베이컨 동상

베이컨은 평소 "진리를 밝히고 국가에 헌신하며 신을 섬기는 것"이 자신의 신조라고 밝혔다. 베이컨은 자신의 신조를 펼칠 적절한 자리를 구하기 위해 애썼다. 외당숙인 버클리 남작 윌리엄 세실을 통하여 법원의 자리를 알아보았으나 실패한 후 그레이 법조원에서 견습 과정을 계속 수행하였고 1582년 수습 법정변호사가 되었다.
1581년 콘월주의 보시니 선거구에서 의원으로 선출되었다. 1584년 선거구를 도싯주의 말콤으로 옮겼고 1586년 다시 서머싯주의 타운턴 선거구로 옮겼다. 이 시기 베이컨은 《최대 산출의 시대》(Temporis Partus Maximus)를 저술하였으나 훗날 소실되어 전하지 않는다. 이 책에서 베이컨은 당시 교회의 각 분파의 상황과 철학 개혁을 언급하였다고 알려져 있다. 정치에 몸담았으나 자리가 굳건하지 않았던 베이컨은 아직 자신이 원하는 지위를 차지하지 못하였다. 당시 베이컨은 그레이 법조원 시기부터 청교도에 동조하는 인상을 주어 어머니와 함께 템플 교회에서 청교도 신학자인 월터 트레버스의 설교를 듣기도 하였다. 그는 잉글랜드 국교회의 청교도 탄압을 비판하는 팜플랫을 쓰기도 하였다.
1586년 잉글랜드 정계의 최대 사건은 스코틀랜드의 여왕 메리 1세의 처분에 관한 것이었다. 메리 1세는 잉글랜드의 왕위계승권을 주장하고 있었기 때문에 엘리자베스 1세의 평생 숙적이었다. 베이컨은 의회에서 메리 1세의 처형을 공개적으로 촉구하였다. 이 무렵 베이컨은 영향력이 큰 외당숙에게 다시 한 번 도움을 청했다. 외당숙 세실은 이 번에는 제대로 영향력을 발휘하였고 베이컨의 지위는 급속히 상승하였다. 그는 1586년 법조원의 상급자인 벤처가 되었고 이듬해인 1587년에는 법조원의 법률 강사인 강독자로 선출되어 이듬해 사순절까지 강의하였다. 1589년 성실청의 서기관이 되어 연봉 1600 파운드를 받게 되었다. 이 직위는 비공식적인 것이었는데 공식적인 발령은 1608년이 되어 이루어졌다.
1588년 리버풀 선거구의 의원이 되었고 1593년 미들섹스의 의원이 되었다. 이후 이프스위치(1597년, 1601년, 1604년)와 케임브리지 대학교(1614년)의 의원으로 활동하였다.
법조인으로서 베이컨은 당시 잉글랜드 법률 체계가 지나치게 산발적이고 복잡하다고 여겼고 이를 자유주의적 사상에 기반하여 단순화하고자 하였다. 정치적으로 베이컨은 근왕파에 속했으나 군주의 특권에 대한 제약의 필요성에 찬성하고 비국교도에 대한 억압을 반대하여 청교도적 정치 운동에 동조하는 모습을 보였다. 그는 새로운 세금 징수를 포함한 상원의 예산안에 공개적으로 반대하기도 하였는데 이 역시 청교도의 영향력이 점차 커지던 하원의 모습과 궤를 같이 한다. 한편 스코틀랜드 문제에 대해서는 합병을 주장하여 훗날 그레이트브리튼 왕국의 설립 기초가 된 연합왕국법의 선구자로 평가되었다. 전반적으로 베이컨은 내정에서는 자유주의적 정치 제도를 선호하는 모습을 보이는 반면 외무에서는 왕실의 입장을 대변하는 모습을 보였다.

### 법률 고문

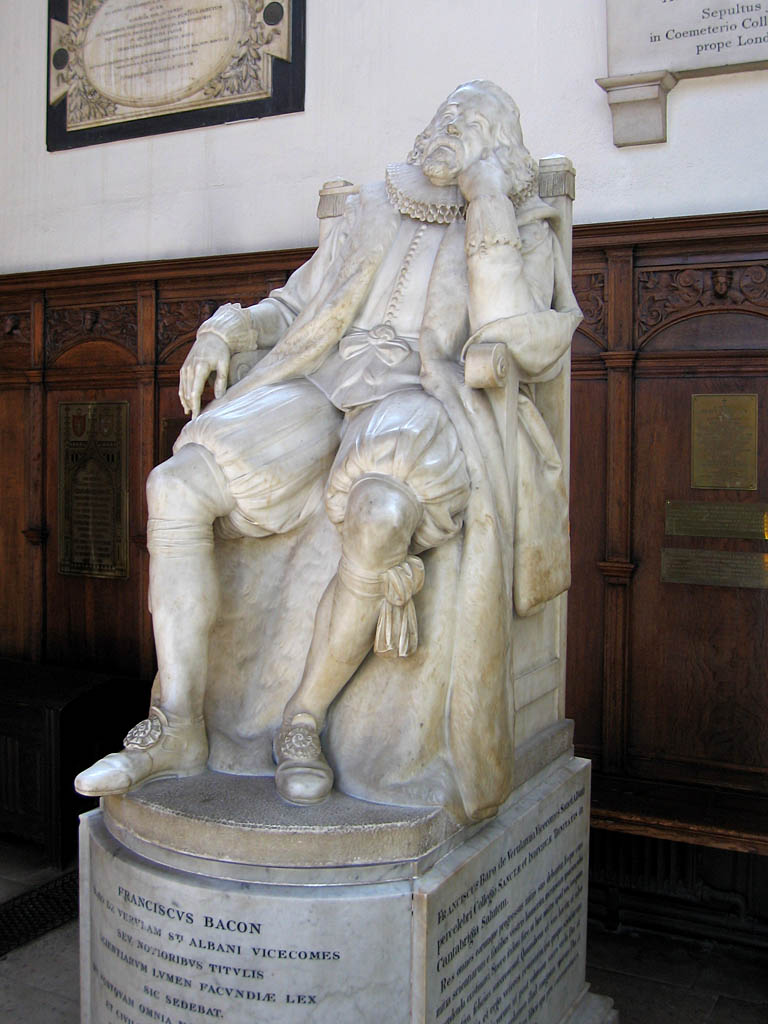
케임브리지 트리니티 칼리지 예배당의 베이컨 기념 조형

베이컨은 엘리자베스 1세의 총신이었던 에식스 백작 로버트 데버루와 인연이 닿아 1591년까지 에식스 백작의 비밀 자문으로 활동하였다. 1592년 베이컨은 반정부 논객이었던 예수회의 로버트 파슨을 반박하는 《특정 모욕 사례의 관찰》(Certain Observations Made upon a Libel)을 저술하였다. 그는 여기서 당시 호전적인 스페인과 대적하는 잉글랜드를 고대 아테네의 민주정에 비유하였다. 1593년 2월 베이컨은 미들식스 선거구에서 의원으로 선출되어 3선 의원이 되었고 엘리자베스 1세는 로마가톨릭의 국왕에 대한 반역 음모를 조사하기 위해 의회를 소집하였다. 여왕은 의회에서 평소의 절반 시기마다 이전의 세 배에 해당하는 세금을 징수하도록 요청하였으나 베이컨 등이 이에 반대하자 불쾌하게 여겼다. 베이컨은 인기에 야합한다는 비난을 받으며 법정변호사 업무에서 잠시 배제되었다. 에식스 백작은 형 앤서니 베이컨을 후원하여 백작가로 불러들였고 이 인연으로 프랜시스 베이컨에게도 호의적이었다.
베이컨은 여러 차례 법무장관이 될 기회를 엿보고 있었지만 쉽게 뜻을 이루지는 못하였다. 1594년 법무장관이 공석이 되자 에식스 백작이 영향력을 행사하였으나 에드워드 코크가 차기 법무장관이 되었다. 이 무렵부터 에드워드 코크는 베이컨의 공공연한 정적이 되었다. 다시 법무장관이 공석이 되었을 때 엘리자베스 1세는 공공연히 베이컨을 무시하고 토머스 플레밍을 임명하였다. 에식스 백작은 베이컨을 위로하며 트위크넘의 부동산을 선물하였다. 베이컨은 훗날 1800 파운드에 이 부동산을 처분하였다.
1597년 엘리자베스 1세가 마침내 베이컨을 법률 고문으로 호명하여 왕실 고문이 되었다. 이에 더해 베이컨은 법원의 우선 지명 변호사가 되는 특허를 받았다. 왕실 고문까지 다달았지만 베이컨은 그에 상응하는 귀족의 지위도 얻고싶어 하였다. 베이컨가의 작위는 장남인 이복형이 계승하였고 그는 여러 형제 중 막내였기 때문에 아무런 작위도 물려받을 수 없었다. 베이컨은 정략결혼으로 작위를 얻기 위해 윌리엄 해튼의 사망후 청상과부가 된 엘리자베스 해튼에게 구혼하였다. 그러나 엘리자베스 해튼은 에드워드 코크와 재혼하며 베이컨과의 관계를 끊었고 이 일로 베이컨은 남성 귀족들 사이의 적으로 취급되었다.
1598년 베이컨은 빚을 갚지 못하여 체포될 정도로 형편이 나빴다. 그러나 점차 엘리자베스 1세의 눈에 들어 박식한 법률 고문의 한 사람으로 자리 잡을 수 있었다. 이 무렵 베이컨은 에식스 백작과의 연을 끊었는데 얼마 지나지 않은 1601년 에식스 백작은 반역죄로 처형되었기 때문에 베이컨은 결과적으로 영리하게 행동한 셈이 되었다.
1601년 한 때 엘리자베스 1세의 총신이었던 에식스 백작이 총애를 잃고 반역죄로 체포되자 왕실 법률 고문들이 기소를 담당하게 되었고 베이컨 역시 심문에 참여하였다. 에식스 백작과 함께 체포된 이들은 모두 백작의 반역 계획을 자백하였다. 기소 담당관들은 법무장관 에드워드 코크의 지휘 아래 있었지만 에식스 백작은 한 때 후원해 주었던 베이컨이 자신을 심문하는 것에 큰 배신감을 느꼈을 것이다. 에식시 백작이 처형된 지 얼마 후 백작가에 남아있던 형 앤서니 베이컨 역시 사망하였다. 엘리자베스 1세는 에식스 백작의 처형 후 베이컨에게 재판 기록의 정리를 명하였다. 베이컨이 초안을 잡은 《전 에식스 백작 로버트와 공범들이 벌인 폐하와 왕국에 대한 반역 행위에 대한 선고》는 법무장관실에 넘겨져 엘리자베스와 다른 사람들에 의해 수 없이 고쳐 쓰여진 뒤에야 출판되었다.
베이컨의 개인 비서이자 성직자였던 윌리엄 롤리는 베이컨이 "엄중한 눈으로 사건을 바라보되 사람은 연민 가득한 동정"을 보였으며 악의나 보복 조치, 모욕 등을 하지 않는 법조인이었다고 기록하였다.

### 제임스 1세의 즉위
엘리자베스 1세가 후사 없이 사망하자 왕위는 스튜어트가의 스코틀랜드 제임스 6세에게 넘어가 잉글랜드의 제임스 1세가 되었다. 이런 저런 이유로 엘리자베스 1세와 원만치만은 않았던 베이컨은 새 국왕의 즉위 후 출세의 기회를 잡게 되었다. 1603년 베이컨은 최하위 훈작사로서 기사 작위를 받았다. 베이컨은 눈치 빠르게 행동하여 에식스 백작의 재판에서 자신의 처지를 변명하는 사과문을 올렸는데, 에식스 백작이 생전에 제임스 1세의 왕위 계승을 지지하고 있었기 때문이었다. 이듬해인 1604년 베이컨은 세인트알반스 여자작 엘리스 반햄과 결혼하여 명실상부한 귀족이 되었다. 1607년 6월 베이컨은 마침내 고대하던 법무차관의 자리를 맡았고 1608년 성실청의 서기로 근무하여 넉넉한 수입을 보장받게 되었지만 그의 오랜 빚이 너무 커 여전히 골치거리로 남아있었다.
제임스 1세는 은연중에 왕권신수설을 주장하는 인물이었고 반면에 의회는 점차 영향력이 커져 가며 기존의 국왕 특권을 제약하려는 움직임을 보였다. 이때문에 국왕과 의회는 자주 충돌하였고 베이컨은 한 편으로는 국왕의 신임을 얻기 위해 제임스 1세의 독단적인 정책을 지지하면서도 다른 한 편으로는 의회의 평판을 유지하기 위해 국왕의 지나친 사치를 비판하는 의회의 의견을 간언하였다. 1611년 의회가 해산할 때까지 베이컨은 양 쪽 모두에게서 신뢰를 얻는 위치를 확보하였다.
1613년 베이컨은 국왕에게 사법 인사의 임명에 대해 당파들을 적절히 섞어 넣으라고 조언하여 신임을 얻었고 법무장관이 되었다. 법무장관직을 맡아 열의를 보인 베이컨은 에드먼드 피첨의 반역죄 기소에서 고문을 가해 자백을 얻어내었고 이는 법률적 정당성 문제를 불러 일으켰다. 베이컨은 서머싯 백작 로버트 카와 그의 부인 프랜시스 하워드를 살인죄로 기소하는 중이었고 훗날인 1616년 유죄 판결을 이끌어 내었는데, 이 부부가 왕실의 미움을 사 불충분한 증거만을 가지고 유죄를 받았다는 평판이 돌자 의회는 베이컨을 배척하기 시작하였다. 1614년 4월에 열린 의회에서 이미 베이컨이 케임브리지 선거구의 의원으로 출석하는 것이 배격되었고 그가 지지한 여러 왕실의 정책도 부결되었다. 의원 자격을 상실한 베이컨은 법무장관으로서 여전히 의회에 들어설 수 있었으나 의회는 베이컨의 착석을 금지시켰다. 베이컨에 대한 국왕의 신임이 커지자 의회는 그를 견제하고자 하였다. 그러나 제임스 1세는 베이컨을 총애하여 1617년 3월 한 달간의 섭정으로 앉혔으며 1618년 대법관으로 임명하였다. 당시 잉글랜드의 대법관은 총리와 상원의장을 겸하였다. 1618년 7월 12일 제임스 1세는 세인트올번스 인근의 옛 로마시대 유허였던 베룰러미엄을 영지로 창설하고 베이컨을 베룰럼 남작으로 임명하였다. 이로서 베이컨은 베룰럼 남작으로 알려지게 되었다. 벨루러미엄은 실제 거주민이 없는 지역이었기 때문에 이 작위는 일종의 명예직이라 할 수 있다.
제임스 1세는 베이컨을 국왕 및 상원과 하원 사이의 중재자로 활용하였고 1621년 1월 27일 세인트올번스 자작으로 승급시켰다.

### 몰락
1621년 의회는 총리가 된 베이컨을 23건의 부패 혐의로 탄핵하였다. 베이컨의 숙적 에드워드 코크가 탄핵을 주도하여 기소인 대표가 되었다. 베이컨은 유죄를 인정하며 자신의 자백이 "나의 양심에 따라 나의 손으로 내린 나의 행동이니 갈비뼈가 부러진 자에게 자비를 보이기를" 상원에 탄원하였다. 베이컨은 4만 파운드의 벌금 부과와 함께 런던탑에 감금되었다. 몇일 뒤 제임스 1세는 베이컨을 사면하고 벌금도 면제하여 주었지만 의회가 사권박탈법을 적용하였기 때문에 모든 공직과 작위가 박탈되어 정치적으로 몰락하였다. 정치적 몰락 후 베이컨은 칩거하며 저술에 매달렸다.
베이컨에게 적용된 혐의는 대부분 사실이었을 것이지만, 당시 정치 관행에 비추면 공공연히 벌어지는 일들이었다. 베이컨은 자신이 뇌물을 받았다는 것을 인정하면서도 실제로 뇌물을 준 사람도 기소한 사례가 있다며 그것이 업무에 영향을 주지는 않았다고 반박하였다. 실제 당시 잉글랜드 의회의 의원들 다수가 공공연히 뇌물을 받고 있었기 때문에 베이컨의 몰락은 뇌물 수수 자체보다는 의회와의 갈등이 주된 원인이라고 할 수 있다.
베이컨이 순순히 유죄를 자백한 이유에 대해서는 밝혀져 있지 않지만, 스스로도 성실청 등에 근무하며 행했던 잔혹한 고문이 두려웠을 수도 있고 보다 큰 중형을 피할 목적이었을 수도 있다. 한편에서는 베이컨이 동성애 성향을 폭로하겠다는 협박에 굴복하였을 것으로 추측하기도 한다. 당시 동성애를 처벌하던 남색죄는 형벌도 매우 무거웠지만 무엇보다 사회적으로 재기 불가능한 불명예였다.

### 사생활
청교도의 주장에 동조한다는 평과 달리 베이컨은 독실한 성공회 신자였다. 베이컨에게 지식의 탐구는 자연의 본성에 숨겨진 "신의 영광"을 들어내는 일이었고 귀납적 방법에 따른 자연철학의 연구는 이를 위한 도구였다. 베이컨은 "지식은 신의 영광과 인류의 풍요를 담은 보고"라고 하면서 "얄팍한 지식은 사람을 무신론에 기울게 하지만 깊은 철학은 종교로 이끈다"라고 언급하였다. 그가 《노붐 오르가눔》에서 제시한 각 종 "우상 숭배" 비판 역시 새로운 과학적 방법의 제시이면서 동시에 과학을 기독교화 하려는 시도로 볼 수 있다. 베이컨은 이미 종교적 갈등이 증폭되는 시기에 살고 있었고 그는 교회의 분열이 결국 무신론을 불러올 것이라 우려하였다.
베이컨은 결국 자신의 정적인 에드워드 코크와 결혼한 엘리자베스 해튼에 대한 미련을 버리지 못하였다. 구혼에 실패한 후로도 몇 년 동안 아쉬워했다고 한다. 베이컨은 45세가 되는 1606년이 되어서야 앨리스 번햄과 결혼하였는데 당시 앨리스의 나이는 13세에 불과하였다. 둘의 결혼은 베이컨이 귀족의 일원이 되기 위해 선택한 정략결혼이었다. 앨리스 번햄이 엘리자베스 1세 생전부터 왕실 궁녀로 일했기 때문에 왕실이 관여하여 결혼이 성사되었다. 베이컨은 청년이 된 이후 평생 빚에 시달려 당시 귀족의 생활을 기준으로 보면 궁핍하다고 할만 한 생활을 하였다. 번듯한 고위 귀족의 삶을 살던 앨리스 번햄은 베이컨의 소득 수준 때문에 불만이 많았고 부부 사이는 좋지 못하였다. 이런 사유들로 앨리스 번햄은 링컨 법조원 출신의 법조인 존 언더힐과 비밀 연애를 가졌고 베이컨은 이를 알고 유언장을 수정하여 재산 상속을 거부하였다. 1626년 베이컨이 사망하자 앨리스 햄번은 존 언더힐과 재혼한다.
베이컨은 생전 당시부터 동성애자로 의심받았다. 사학자 찰스 포커는 베이컨이 제임스 1세의 총애를 받은 이유 가운데 하나로 둘 다 동성애 성향이 있었기 때문이라는 주장을 하였다. 둘 사이에 어떤 관계가 있지는 않았지만 같은 성적정체성이 제임스 1세가 베이컨을 관대하게 바라본 원인으로 작용하였다는 것이다. 베이컨의 서간집에 실려있는 1621년 5월 3일 일기에는 웨일스 출신의 하인 고드릭을 "침대 동료이자 재앙의 원인"이라 묘사한다. 그러나 베이컨을 동성애자로 보는 견해는 단편적 추측들로 구성되어 있고 오히려 베이컨이 공식적으로는 동성애를 배격하였기 때문에 확실하지는 않다.

### 사망
1626년 4월 9일 베이컨은 런던 외곽 하이게이트에 있는 아룬델 장원에서 폐렴으로 사망했다. 존 오브리의 베이컨 약전은 그가 눈을 사용해 고기를 오래 보전할 수 있다는 가설을 입증하기 위해 실험하다 폐렴에 걸렸다고 하고 있는데 이는 베이컨을 과학의 순교자로서 미화하기 위한 주장일 수 있다. 베이컨은 세인트올번스의 세인트마이클 교회에 묻혔다. 사후 30명이 넘는 명사들의 추도사가 묶여 라틴어로 출판되었다. 유산으로 7천 파운드의 재산과 6천 파운드의 토지를 남겼지만 남겨진 부채가 2만3천 파운드로 유산을 훨씬 뛰어 넘었다.

## 철학과 저작

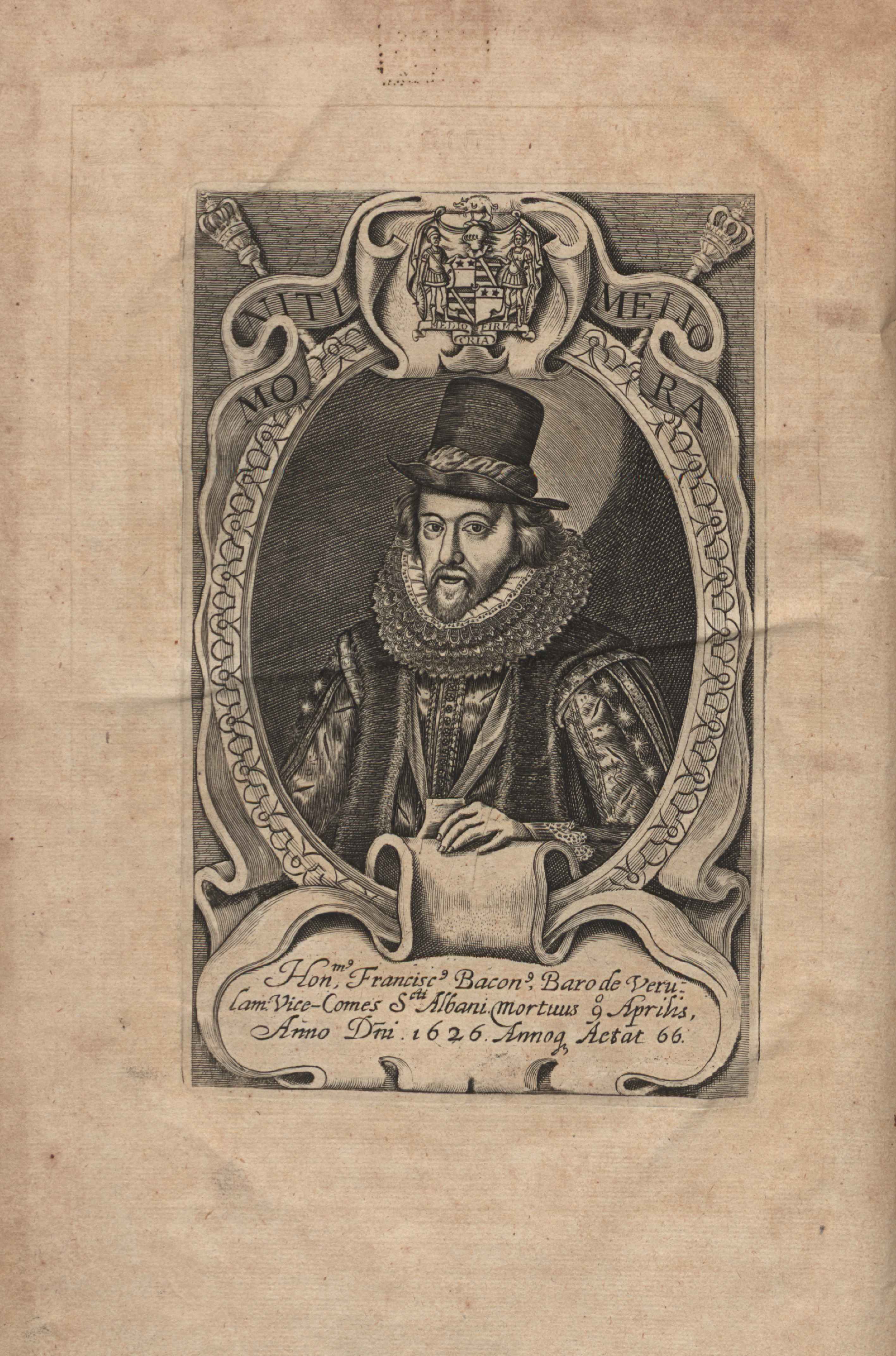
《물질의 숲》(Sylva sylvarum)에 그려진 베이컨의 초상

프랜시스 베이컨은 여러 저작을 통해 자신의 철학을 밝혔다. 모두 라틴어로 집필된 이들 저작은 크게 묶에 세 갈래로 정리할 수 있다.
- 과학적 방법을 정리한 과학 저작물[70][71]
  - 《과학의 분류》(De Augmentis Scientiarum)
  - 《노붐 오르가눔》(Novum Organum)
  - 《자연사》(Historia Naturalis)
  - 《지식의 사다리》(Scala Intellectus)
  - 《제2 철학의 예측》(Anticipationes Philosophiæ Secunda)
  - 《제2 철학, 행위 과학》(Philosophia Secunda aut Scientia Activæ)
  - 《물질의 숲》(Sylva sylvarum)
- 신앙과 윤리관을 피력한 종교 저작물[72]
  - 《새로운 아틀란티스》
  - 《수상록 (베이컨) 》
  - 《고대의 지혜》
- 법제 개편과 관련한 법률 저작물[73]
  - 《잉글랜드 공법 개요》
  - 《법의 최대》

이 가운데 오늘날까지 영향을 미치는 저작은 과학과 관련한 것들로 《학문의 진보》, 《노붐 오르가눔》 등이 이에 해당한다. 베이컨은 토머스 모어의 《유토피아》에서 영감을 받은 《새로운 아틀란티스》도 저술하였으나 여기서 보이는 베이컨의 사회 법제에 대한 관점은 그의 정치 경력과 맞물려 매우 보수적인 입장을 취하고 있다.

### 학문의 진보
1605년 출간된 《학문의 진보》에서 베이컨은 "자연 최고의 법칙인 신이 하신 업적은 인간이 끝내 밝히지 못할 수 있으나 거기까지 도달하기 위한 부단한 방법으로서 학문의 고양이 필요하다"고 주장하면서 지금까지 인간이 쌓아 올린 학문 체계를 분류하고 향후 진리의 탐구를 위해 귀납적 관찰의 중요성을 설파하였다.

### 노붐 오르가눔
1620년 출간된 《노붐 오르가눔》은 학문을 행하는 자가 갖을 수 있는 여러 선입견과 편견, 부적절한 용어에 의한 혼동 등을 "우상"이라 부르며 이러한 부정적 요소들을 배제한 객관적이고 면밀한 관찰과 실험을 통해 오류를 바로 잡고 진리에 다가설 수 있다고 주장하였다.

## 영향
베이컨의 여러 저작 가운데 《노붐 오르가눔》은 특히 후대에 큰 영향력을 발휘하였다. 토머스 브라운은 17세기 후반 저술한 백과사전적 저서 《잘못 알려진 상식》(Pseudodoxia Epidemica)의 여러 구절에서 베이컨의 귀납법을 채용하였다. 베이컨은 "세부 사항의 면밀한 관찰"과 "관찰된 사실의 합리적 배열"로 진실에 다가설 수 있다고 보았는데 이러한 귀납법은 "그 누구도 사물 자체의 본성을 직관적으로 통찰할 수 없기 때문에" 필수불가결한 것이라 주장하였다.
베이컨은 찰스 1세 시기와 잉글랜드 내전 이후의 호국경 통치기에는 큰 관심을 받지 못하였으나 찰스 2세의 왕정복고이후 세워진 왕립학회의 이념적 근간으로 여겨지면서 점차 영향력이 커졌다. 특히 프랑스의 데카르트와 대비되면서 영국 학계의 자존심으로 추앙된 면이 있다. 시간이 지나면서 베이컨의 사상은 유럽 각국에서도 영향력을 발휘하기 시작하였고 1733년 볼테르는 베이컨을 "과학적 방법의 아버지"라고 평가하게 된다. 이후 계몽주의와 궤를 같이 하는 과학혁명을 거치며 자연과학의 탐구에서 귀납적 방법은 관찰과 실험의 기본적인 방법이 되었다. 19세기 과학사 학자 윌리엄 휴얼은 베이컨을 귀납적 방법의 창시자로 평가하였다.

### 대중적 관심과 음모론
베이컨이 남긴 과학철학의 업적이 널리 추앙받으며 대중적 관심을 끌게 되자 그와 관련된 여러 풍문들도 만들어지기 시작하였다. 윌리엄 셰익스피어를 실존 인물이 아닌 여러 사람이 사용한 필명으로 간주하는 셰익스피어 저자 논쟁이 불거졌을 때 프랜시스 베이컨은 셰익스피어 작품 가운데 몇몇을 실제로 쓴 작가로 추정되었다.
근대 시기부터 베이컨은 이미 여러 음모론에 연결되어 사람들의 입에 오르내렸는데 이를테면 장미십자회나 프리메이슨과 같은 비밀결사의 회원이었다는 음모론이 있다. 그러나 이것은 훗날 각종 역사 소설의 유행과 함께 덧씌워진 이미지로 베이컨 생전에는 이와 관련한 어떠한 언급도 없었다.

## 참고 문헌
- Bacon, Francis. The Essays and Counsels, Civil and Moral of Francis Bacon: all 3 volumes in a single file. B&R Samizdat Express, 2014.
- Andreae, Johann Valentin (1619). “Christianopolis”. 《Description of the Republic of Christianopolis》. New York, Oxford university press, American branch; [etc., etc.]
- Spedding, James; Ellis, Robert Leslie; Heath, Douglas Denon (1857–1874). 《The Works of Francis Bacon, Baron of Verulam, Viscount St Albans and Lord High Chancellor of England (15 volumes)》. London.
- Adamson, Robert (1878), 〈Francis Bacon〉, 《브리태니커 백과사전》 3 9판, 200–218쪽
- 본 문서에는 현재 퍼블릭 도메인에 속한 브리태니커 백과사전 제11판의 내용을 기초로 작성된 내용이 포함되어 있습니다.
- 본 문서에는 현재 퍼블릭 도메인에 속한 브리태니커 백과사전 제11판의 내용을 기초로 작성된 내용이 포함되어 있습니다.
- 본 문서에는 현재 퍼블릭 도메인에 속한 Schaff-Herzog Encyclopedia of Religious Knowledge 1914의 내용을 기초로 작성된 내용이 포함되어 있습니다.
- Crease, Robert P. (2019). 〈One: Francis Bacon's New Atlantis〉. 《The Workshop and the World: What Ten Thinkers Can Teach Us About Science and Authority》. New York: W. W. Norton & Company. ISBN 978-0-393-29244-2.
- Fowler, Thomas (1885). 〈Bacon, Francis (1561–1626)〉.   Stephen, Leslie. 《영국인명사전》 2. 런던: Smith, Elder & Co. 328–360쪽.
- Peltonen, Markku (2007) [2004]. 〈Bacon, Francis, Viscount St Alban (1561–1626)〉. 《옥스포드 영국 인명 사전》 온라인판. 옥스포드 대학교 출판부. doi:10.1093/ref:odnb/990. (Subscription 또는 UK 공공도서관 회원 필수.)
- 베이컨 『신기관』 / 박은진 pdf
- 장대익 (2008). 《과학에는 뭔가 특별한 것이 있다》. 김영사. ISBN 9788934921318.
- 이 문서에는 다음커뮤니케이션(현 카카오)에서 GFDL 또는 CC-SA 라이선스로 배포한 글로벌 세계대백과사전의 내용을 기초로 작성된 글이 포함되어 있습니다.